# الاعتراف القانوني بالعلاقات المثلية في الأمريكتين

الاعتراف القانوني بالعلاقات المثلية في أمريكا الشمالية وهاواي^{1}
زواج المثليين
توفر شكل آخر من أشكال الاعتراف القانوني
الاعتراف بزواج المثليين المنعقد في الخارج فقط، دون الاعتراف بعقده في الداخل
قرار قضائي ملزم لم يدخل حيز التنفيذ قام بإسقاط حظر على زواج المثليين^{2}
^{1}يشمل القوانين او الأوامر القضائية التي أعطت اعترافا قانونيا بالعلاقات المثلية، لكنها لم تدخل حيز التنفيذ حتى الآن.
^{2}بعض الدول والولايات في هذه التصنيفات لديها حظر على الاعتراف بالعلاقات المثلية كالاتحاد المدني أو الشراكة المسجلة والتي تشبه زواج المثليين، وقرارات قضائية ملزمة لم تدخل حيز التنفيذ قامت بإسقاط حظر على الاعتراف بالعلاقات المثلية كالاتحاد المدني أو الشراكة المسجلة والتي تشبه زواج المثليين.

القوانين المتعلقة بالمثلية الجنسية في أمريكا الوسطى وجزر الكاريبي.
زواج المثليين
توفر شكل آخر من أشكال الاعتراف القانوني
شراكة غير مسجلة
الاعتراف بزواج المثليين المنعقد في الخارج
لا اعتراف قانوني بالعلاقات المثلية
حظر دستوري على زواج المثليين، عبر تقييد تعريف الزواج في الدستور إلى اتحاد بين رجل وامرأءة فقط
المثلية الجنسية غير قانونية، لكن القانون لايتم تطبيقه
المثلية الجنسية غير قانونية للرجال فقط
المثلية الجنسية غير قانونية للرجال والنساء

القوانين المتعلقة بالمثلية الجنسية في جزر الأنتيل الصغرى.
زواج المثليين
الاعتراف بزواج المثليين المنعقد في الخارج فقط، دون الاعتراف بعقده في الداخل
شكل آخر من أشكال الاعتراف القانوني
لا اعتراف، أو غير معروف
المثلية الجنسية غير قانونية، لكن القانون لايتم تطبيقه
المثلية الجنسية غير قانونية

الاعتراف القانوني بالعلاقات المثلية في أمريكا الجنوبية
زواج المثليين
توفر شكل آخر من أشكال الاعتراف القانوني
لا اعتراف
حظر دستوري على زواج المثليين، عبر تقييد تعريف الزواج في الدستور إلى اتحاد بين رجل وامرأءة فقط
المثلية الجنسية غير قانونية

الاعتراف القانوني بالعلاقات المثلية في أمريكا اللاتينية والكاريبي

ينتشر الاعتراف القانوني بالعلاقات المثلية على نطاق واسع في الأمريكتين، مع عيش غالبية الناس في كلا أمريكا الشمالية وأمريكا الجنوبية في ولايات قضائية توفير حقوق الزواج لمواطنيها المثليين.
في أمريكا الشمالية، تعترف كل من كندا، والولايات المتحدة، 18 ولاية مكسيكية والإقليم الفيدرالي مدينة مكسيكو. في أماكن أخرى في المكسيك، تعترف جميع الولايات بزواج المثليين، ويمكن للشركاء المثليين الزواج في أي ولاية قضائية من خلال الحصول على أمر قضائي (بالإسبانية: amparo)‏. هناك شكل محدود من الشراكة المحلية معترف بها في كوستاريكا، ريثما يتم الاعتراف الكامل بزواج المثليين بحلول 26 مايو 2020، على النحو الذي أمرت به المحكمة الدستورية في البلاد.
كما يتم عقد زواج المثليين في منطقة الجزر الكاريبية الهولندية، برمودا، جرينلاند، وفي جميع مقاطعات وأقاليم ما وراء البحار الفرنسية: غوادلوب، مارتينيك، سان بارتيلمي، سانت مارتن، وسان بيار وميكلون. وعلاوة على ذلك، تعترف أروبا وكوراساو وسينت مارتن بزواج المثليين الذي يتم عقده فقط في هولندا.
في أمريكا الجنوبية، زواج المثليين قانوني حاليا في الأرجنتين، البرازيل، والأوروغواي وكولومبيا والإكوادور؛ كما أنه قانوني في إقليم غيانا الفرنسية التابع لفرنسا وفي إقليم ما وراء البحار البريطانية جزر فوكلاند، وجورجيا الجنوبية وجزر ساندويتش الجنوبية. كما يتم الاعتراف بالاتحادات المدنية في تشيلي والإكوادور.
في 8 يناير/كانون الثاني 2018، حكمت محكمة الدول الأمريكية لحقوق الإنسان بأن الاتفاقية الأمريكية لحقوق الإنسان تنص وتطالب بتشريع زواج المثليين. كان الحكم التاريخي ملزماً بالكامل على كوستاريكا، ووضع سابقة ملزمة للبلدان الأخرى الموقعة على الاتفاقية. وأوصت المحكمة الحكومات بإصدار مراسيم مؤقتة تقنن زواج المثليين حتى يتم تمرير تشريع جديد يسمح بذلك. وينطبق هذا الحكم على كل من: باربادوس، بوليفيا، تشيلي، كوستاريكا، وجمهورية الدومينيكان، الإكوادور، السلفادور، غواتيمالا، هايتي، هندوراس، المكسيك، نيكاراغوا، بنما، باراغواي، بيرو وسورينام.

## الوضع الحالي

### المستوى الوطني
| الحالة القانونية | الدولة                                                              | منذ                     | التعداد السكاني (آخر تعداد سكاني)              |
| --- | ------------------------------------------------------------------- | ----------------------- | ---------------------------------------------- |
| زواج المثليين (7 دول) | كندا                                                                | 2005                    | 35,819,000                                     |
| زواج المثليين (7 دول) | الأرجنتين                                                           | 2010                    | 43,590,400                                     |
| زواج المثليين (7 دول) | البرازيل                                                            | 2013                    | 205,574,000                                    |
| زواج المثليين (7 دول) | الأوروغواي                                                          | 2013                    | 3,480,222                                      |
| زواج المثليين (7 دول) | الولايات المتحدة                                                    | 2015                    | 321,234,000                                    |
| زواج المثليين (7 دول) | كولومبيا                                                            | 2016                    | 48,509,200                                     |
| زواج المثليين (7 دول) | الإكوادور                                                           | 2019                    | 16,278,844                                     |
| زواج المثليين (7 دول) | كوبا                                                                | 2022                    | 11.3                                           |
| التعداد الإجمالي الفرعي | —                                                                   | —                       | 674,485,666 (%69 من تعداد سكان الأمريكتين)     |
| زواج المثليين معترف به على نطاق وطني؛ قانوني في بعض الولايات القضائية، يسمح به عبر أمر قضائي في ولايات قضائية أخرى (دولة واحدة) † بلد تحت سلطة حكم محكمة الدول الأمريكية لحقوق الإنسان حول زواج المثليين | المكسيك†                                                            | 2010                    | 121,006,000                                    |
| التعداد الإجمالي الفرعي | —                                                                   | —                       | 121,006,000 (%12.35 من تعداد سكان الأمريكتين)  |
| شكل آخر من أشكال الاعتراف القانوني (دولة 1) † بلد تحت سلطة حكم محكمة الدول الأمريكية لحقوق الإنسان حول زواج المثليين                                                                                     | تشيلي †                                                             | 2015                    | 18,191,900                                     |
| العدد الإجمالي الفرعي | —                                                                   | —                       | 18,191,900 (%1.75 من تعداد سكان الأمريكتين)    |
| شراكة غير مسجلة (دولة واحدة) † بلد تحت سلطة حكم محكمة الدول الأمريكية لحقوق الإنسان حول زواج المثليين | كوستاريكا †                                                         | 2013                    | 4,851,000                                      |
| العدد الإجمالي الفرعي | —                                                                   | —                       | 4,851,000 (%0.49 من تعداد سكان الأمريكتين)     |
| العدد الإجمالي | —                                                                   | —                       | 818,535,566 (%83.65 من تعداد سكان الأمريكتين)  |
| لا اعتراف (19 دولة) † دولة تحت سلطة حكم محكمة الدول الأمريكية لحقوق الإنسان حول زواج المثليين | المثلية الجنسية قانونية                                             | المثلية الجنسية قانونية | المثلية الجنسية قانونية                        |
| لا اعتراف (19 دولة) † دولة تحت سلطة حكم محكمة الدول الأمريكية لحقوق الإنسان حول زواج المثليين | باهاماس                                                             | —                       | 379,000                                        |
| لا اعتراف (19 دولة) † دولة تحت سلطة حكم محكمة الدول الأمريكية لحقوق الإنسان حول زواج المثليين | بليز                                                                | —                       | 369,000                                        |
| لا اعتراف (19 دولة) † دولة تحت سلطة حكم محكمة الدول الأمريكية لحقوق الإنسان حول زواج المثليين | السلفادور †                                                         | —                       | 6,460,000                                      |
| لا اعتراف (19 دولة) † دولة تحت سلطة حكم محكمة الدول الأمريكية لحقوق الإنسان حول زواج المثليين | غواتيمالا †                                                         | —                       | 16,176,000                                     |
| لا اعتراف (19 دولة) † دولة تحت سلطة حكم محكمة الدول الأمريكية لحقوق الإنسان حول زواج المثليين | هايتي †                                                             | —                       | 10,994,000                                     |
| لا اعتراف (19 دولة) † دولة تحت سلطة حكم محكمة الدول الأمريكية لحقوق الإنسان حول زواج المثليين | نيكاراغوا †                                                         | —                       | 6,514,000                                      |
| لا اعتراف (19 دولة) † دولة تحت سلطة حكم محكمة الدول الأمريكية لحقوق الإنسان حول زواج المثليين | بنما †                                                              | —                       | 3,764,000                                      |
| لا اعتراف (19 دولة) † دولة تحت سلطة حكم محكمة الدول الأمريكية لحقوق الإنسان حول زواج المثليين | بيرو †                                                              | —                       | 31,488,700                                     |
| لا اعتراف (19 دولة) † دولة تحت سلطة حكم محكمة الدول الأمريكية لحقوق الإنسان حول زواج المثليين | سورينام †                                                           | —                       | 534,189                                        |
| لا اعتراف (19 دولة) † دولة تحت سلطة حكم محكمة الدول الأمريكية لحقوق الإنسان حول زواج المثليين | ترينيداد وتوباغو                                                    | —                       | 1,357,000                                      |
| لا اعتراف (19 دولة) † دولة تحت سلطة حكم محكمة الدول الأمريكية لحقوق الإنسان حول زواج المثليين | فنزويلا                                                             | —                       | 31,648,930                                     |
| لا اعتراف (19 دولة) † دولة تحت سلطة حكم محكمة الدول الأمريكية لحقوق الإنسان حول زواج المثليين | المثلية الجنسية غير قانونية لكن القوانين التي تجرمها لا يتم تطبيقها |                         |                                                |
| لا اعتراف (19 دولة) † دولة تحت سلطة حكم محكمة الدول الأمريكية لحقوق الإنسان حول زواج المثليين | باربادوس †                                                          | —                       | 283,000                                        |
| لا اعتراف (19 دولة) † دولة تحت سلطة حكم محكمة الدول الأمريكية لحقوق الإنسان حول زواج المثليين | العلاقات الجنسية المثلية غير قانونية                                |                         |                                                |
| لا اعتراف (19 دولة) † دولة تحت سلطة حكم محكمة الدول الأمريكية لحقوق الإنسان حول زواج المثليين | أنتيغوا وباربودا                                                    | —                       | 89,000                                         |
| لا اعتراف (19 دولة) † دولة تحت سلطة حكم محكمة الدول الأمريكية لحقوق الإنسان حول زواج المثليين | دومينيكا                                                            | —                       | 71,000                                         |
| لا اعتراف (19 دولة) † دولة تحت سلطة حكم محكمة الدول الأمريكية لحقوق الإنسان حول زواج المثليين | غرينادا                                                             | —                       | 104,000                                        |
| لا اعتراف (19 دولة) † دولة تحت سلطة حكم محكمة الدول الأمريكية لحقوق الإنسان حول زواج المثليين | غيانا                                                               | —                       | 746,900                                        |
| لا اعتراف (19 دولة) † دولة تحت سلطة حكم محكمة الدول الأمريكية لحقوق الإنسان حول زواج المثليين | سانت كيتس ونيفيس                                                    | —                       | 46,000                                         |
| لا اعتراف (19 دولة) † دولة تحت سلطة حكم محكمة الدول الأمريكية لحقوق الإنسان حول زواج المثليين | سانت لوسيا                                                          | —                       | 172,000                                        |
| لا اعتراف (19 دولة) † دولة تحت سلطة حكم محكمة الدول الأمريكية لحقوق الإنسان حول زواج المثليين | سانت فينسنت والغرينادين                                             | —                       | 110,000                                        |
| العدد الإجمالي الفرعي | —                                                                   | —                       | 111,306,719 (%11.21 من تعداد سكان الأمريكيتين) |
| حظر دستوري على زواج المثليين (5 دول)**</nowiki> العلاقات الجنسية المثلية غير قانونية † دولة تحت سلطة حكم محكمة الدول الأمريكية لحقوق الإنسان حول زواج المثليين                                           | جامايكا**                                                           | 1962                    | 2,729,000                                      |
| حظر دستوري على زواج المثليين (5 دول)**</nowiki> العلاقات الجنسية المثلية غير قانونية † دولة تحت سلطة حكم محكمة الدول الأمريكية لحقوق الإنسان حول زواج المثليين                                           | باراغواي †                                                          | 1992                    | 6,854,536                                      |
| حظر دستوري على زواج المثليين (5 دول)**</nowiki> العلاقات الجنسية المثلية غير قانونية † دولة تحت سلطة حكم محكمة الدول الأمريكية لحقوق الإنسان حول زواج المثليين                                           | هندوراس †                                                           | 2005                    | 8,950,000                                      |
| حظر دستوري على زواج المثليين (5 دول)**</nowiki> العلاقات الجنسية المثلية غير قانونية † دولة تحت سلطة حكم محكمة الدول الأمريكية لحقوق الإنسان حول زواج المثليين                                           | بوليفيا †                                                           | 2009                    | 10,985,059                                     |
| حظر دستوري على زواج المثليين (5 دول)**</nowiki> العلاقات الجنسية المثلية غير قانونية † دولة تحت سلطة حكم محكمة الدول الأمريكية لحقوق الإنسان حول زواج المثليين                                           | جمهورية الدومينيكان †                                               | 2010                    | 9,980,000                                      |
| العدد الإجمالي الفرعي | —                                                                   | —                       | 39,498,595 (%3.98 من تعداد سكان الأمريكتين)    |
| العدد الإجمالي | —                                                                   | —                       | 162,057,314 (%16.35 من تعداد سكان الأمريكتين)  |

### الأقاليم في المستوى دون الوطني
| الحالة القانونية                                                                                      | الدولة | الولاية القضائية (الإقليم)                                       | منذ   |
| --- | --- | ---------------------------------------------------------------- | ----- |
| زواج المثليين (78 ولاية قضائية)إقليم)                                                                 | |                                                                  |       |
| الدنمارك                                                                                              | جرينلاند | 2016                                                             |       |
| فرنسا                                                                                                 | - غويانا الفرنسية - غوادلوب - مارتينيك - سان بارتيلمي - سانت مارتن - سان بيير وميكلون | 2013                                                             |       |
| المكسيك                                                                                               | - مدينة مكسيكو (2010) - كينتانا رو (2012) - كواويلا (2014) - تشيواوا (2015) - ناياريت (2015) - خاليسكو (2016) - كامبيتشي (2016) - كوليما (2016) - ميتشواكان (2016) - موريلوس (2016) - تشياباس (2017) - بويبلا (2017) - باخا كاليفورنيا (2017) - واهاكا (2018) - نويفو ليون (2019) - أواسكالينتس (2019) - سان لويس بوتوسي (2019) - هيدالغو (2019) - باخا كاليفورنيا سور (2019) | تختلف                                                            |       |
| هولندا                                                                                                | - بونير - سينت أوستاتيوس - سابا | 2012                                                             |       |
| المملكة المتحدة                                                                                       | - جورجيا الجنوبية وجزر ساندويتش الجنوبية (2014) - برمودا (2017-18) - جزر فوكلاند (2017) | تختلف                                                            |       |
| الولايات المتحدة                                                                                      | - بورتوريكو - جزر العذراء الأمريكية | 2015                                                             |       |
| الولايات المتحدة                                                                                      | - قبيلة كوكويل (2009) - ماشانتوكت بيكووت (2010) - قبيلة سوكواميش (2011) - ملف:Flag of the Port Gamble S'Klallam Nation.PNG قبيلة بورت غامبل س'كالالام (2012) ملف:Flag of the Port Gamble S'Klallam Nation.PNG قبيلة بورت غامبل س'كلالام (2012) - ليتل ترافرس باي باند لهنود أوداوا (2013) - بوكاغون باند لهنود بوتواتومي (2013) - أمة إيباي لسانتا يزابيل (2013) - غراند بورتاج باند من تشيبيوا (2013) - القبائل الكونفدرالية في محمية كولفيل(2013) - قبائل شايان وأراباهو(2013) - ليتش لايك باند من أوجيبوي (2013) - قبيلة بويالوب (2014) - فوند دي لاك باند من البحيرة العليا تشيبيوا (2014) - القبائل الكونفدرالية لهنود كوز، أومبغوا السفلى وسويسلاو (2014) - لاك دي فلامبو باند من البحيرة العليا تشيبيو (2014) - قبائل فورت ماكديرمت بايوتي وشوشون (2014) - قبيلة فورت مكداول يافاباي (2014) - قبيلة باسكوا ياغوي (2014) - تجمع سولت ريفر بيما-ماريكوبا (2014) - قبيلة سان كارلوس أباتشي (2014) - أمة يافاباي-أباتشي (2014) - قبيلة شوشون الشرقية (2014) - قبيلة أراباهو الشمالية (2014) - قبيلة بلاكفيت (2014) - تجمع هنود كيوينان باي (2014) - المجلس المركزي لقبائل تلينغيت وهايدا الهندية في ألاسكا (2015) - القبائل الكونفدرالية لهنود سيلتز(2015) - قبيلة أونييدا الهندية في ويسكونسن(2015) - قبيلة سولت ستي. ماري لهنود تشيبيوا (2015) - قييلة وايت ماونتن أباتشي (2015) - القبائل الكونفدرالية في تجمع غراند روند في أوريغون (2015) - تجمع ستوكبريدج مونسي باند لهنود موهيكان (2016) - قبائل تولاليب في واشنطن (2016) - قبيلة مينوميني من ويسكونسن (2016) - أمة شيروكي (2016) - أمة الأوساج (2017) - تجمع هنود بريري أيلاند (2017) - قبيلة هو-تشانك من ويسكونسن (2017) - تجمع هنود أك-تشين (2017) - قبيلة بونكا في أريزونا (2018) - تجمع هنود باي ميلز (2019) - قبائل هنود نهر كولورادو (2019) - قبيلة أوغلالا سيو (2019) | تختلف                                                            |       |
| شكل آخر من أشكال الاعتراف القانوني (2 ولاياتان قضائيتان (إقليمان))                                    | |                                                                  |       |
| هولندا                                                                                                | - أروبا | 2016                                                             |       |
| المكسيك                                                                                               | - تلاكسكالا | 2017                                                             |       |
| الاعتراف بزواج المثليين الذي يتم عقده في الخارج، ولكن لايتم عقده في الداخل (3 ولايات قضائية (أقاليم)) | |                                                                  |       |
| هولندا                                                                                                | - أروبا (زواج المثليين الذي يتم عقده في هولندا فقط) - كوراساو (زواج المثليين الذي يتم عقده في هولندا فقط) - سينت مارتن (زواج المثليين الذي يتم عقده في هولندا فقط) | 2007                                                             |       |
| لا اعتراف (ولاياتان قضائيتان (إقليمان))                                                               | المملكة المتحدة | - أنغويلا - جزر العذراء البريطانية                               | —     |
| حظر دستوري على زواج المثليين (3 ولايات قضائية (أقاليم))                                               | المملكة المتحدة | - جزر كايمان (2009) - مونتسرات (2010) - جزر توركس وكايكوس (2011) | تختلف |

## حكم محكمة الدول الأمريكية لحقوق الإنسان 2018
في 9 كانون الثاني/يناير 2018، أصدرت محكمة الدول الأمريكية لحقوق الإنسان رأيا استشاريا (بالإنجليزية: advisory opinion)‏ ينص على أنه يجب على الدول الأطراف في الاتفاقية الأمريكية لحقوق الإنسان أن تمنح الشركاء المثليين الدخول إلى جميع النظم القانونية المحلية القائمة لتسجيل الأسرة، بما في ذلك الزواج، مع جميع الحقوق المستمدة من الزواج. وقد صدر هذا الرأي بعد أن طلبت حكومة كوستاريكا توضيح التزاماتها تجاه المثليات والمثليين ومزدوجي التوجه الجنسي والمتحولين جنسيا في إطار الاتفاقية. يضع هذا الرأي الاستشاري سابقة قانونية في جميع الدول الأعضاء البالغ عددها 23 دولة، 19 منها لا تعترف بزواج المثليين في وقت الحكم:باربادوس، بوليفيا، تشيلي، كوستاريكا، وجمهورية الدومينيكان، الإكوادور، السلفادور، غواتيمالا، هايتي، هندوراس، المكسيك، نيكاراغوا، بنما، باراغواي، بيرو وسورينام. تعترف كل هذه الدول ما عدا دومينيكا وغرينادا وجامايكا بالاختصاص القضائي للمحكمة. ومع ذلك، يجب على كل دولة تطبيق الحكم بشكل فردي قبل أن يدخل حيذ التنفيذ.

## التشريعات المستقبلية

### زواج المثليين

#### مقترحات الحكومة أو مقترحات بأغلبية برلمانية
كوستاريكا: في 19 مارس 2015، تم تقديم مشروع قانون لتشريع زواج المثليين إلى الجمعية التشريعية من قبل النائبة ليخيا إيلينا فالاس رودريغيز من 'حزب الجبهة العريضة'. في 10 ديسمبر 2015، قامت جمعية 'الجبهة للمساواة في الحقوق' (بالإسبانية: Frente Por los Derechos Igualitarios)‏ ومجموعة من النواب من حزب العمل للمواطنين، و'حزب التحرير الوطني' و'حزب الجبهة العريضة' بتقديم مشروع قانون آخر. في 9 يناير 2018، أصدرت محكمة الدول الأمريكية لحقوق الإنسان رأيا استشاريا بأن على كوستاريكا تشريع زواج المثليين. أعلنت حكومة كوستاريكا أنها ستلتزم بالقرار. في 8 آب 2018، أعطى حكم المحكمة العليا النواب 18 شهرا للموافقة على زواج المثليين، وإلا فإنه سوف أصبح قانونيا دون الحاجة إلى تشريعات جديدة.
 تشيلي: في أبريل 2015، وقعت الحكومة التشيلية اتفاقية مصالحة مع لجنة الدول الأمريكية لحقوق الإنسان، حيث تعهدت بإضفاء الشرعية على زواج المثليين. في 1 يوليو 2016، أعلنت الحكومة أنها ستبدأ المشاورات حول مشروع قانون زواج المثليين في سبتمبر 2016، بهدف وضعه في صيغته النهائية بحلول منتصف عام 2017. في 28 أغسطس 2017، أرسلت الرئيسة حينها ميشال باشليت مشروع قانون زواج المثليين إلى الكونغرس، بما في ذلك حقوق التبني الكاملة. في 17 ديسمبر 2017، أعيد انتخاب سباستيان بنييرا رئيسًا، وذكر أنه سيحترم اتفاقية أبريل 2015 مع لجنة الدول الأمريكية لحقوق الإنسان، قائلاً إن «التزامات تشيلي الدولية ستتحقق». في أعقاب حكم محكمة الدول الأمريكية لحقوق الإنسان في يناير عام 2018، والذي يطلب من الدول الموقعة على الاتفاقية الأمريكية لحقوق الإنسان تشريع زواج المثليين، حثت جمعية الدفاع عن حقوق المثليين الحركة المثلية للدمج والتحرر بنييرا على تنفيذ والالتزام بالقرار. في أوائل مارس 2018، أعلنت متحدثة باسم إدارة بنييرا أن تمرير مشروع قانون زواج المثليين لن يكون أولوية، لكن حكومة بنييرا لن ترفضه مستخدما الفيتو عليه أو تعارضه.
 المكسيك: أسفر قرار أصدرته المحكمة العليا بالمكسيك في 12 يونيو 2015 عن حكم خلص إلى أن حظر بعض الولايات المكسيكية على زواج المثليين غير دستوري. ويعتبر حكم المحكمة «أطروحة قانونية» ولا يبطل أي قانون من قوانين الولايات، مما يعني أن الأزواج المثليين الذين حرموا من حق الزواج لا يزال عليهم التماس أمر قضائي (بالإسبانية: amparo)‏. وحدد الحكم إجراءات القضاة والمحاكم في جميع أنحاء المكسيك، للموافقة على جميع طلبات زواج المثليين،  وجعل الموافقة عليها إلزامية. صدر الحكم في الجريدة القضائية في البلاد في 19 يونيو 2015 وأصبح ملزماً في 22 يونيو 2015. اقترح البعض أن الحكم «يشرع فعليًا» زواج المثليين في المكسيك. لكن دون وجود تغيير تشريعي، ما زال على السجلات المدنية اتباع قوانين الولايات. في أعقاب الانتخابات العامة المكسيكية 2018، فاز حركة التجديد الوطنية وهو حزب مؤيد لزواج المثليين، بأغلبية المقاعد التشريعية في 12 ولاية أين لم بتم تقنين زواج المثليين بعد وشكل ائتلافا مع الأغلبية المطلقة في كل من مجلس النواب ومجلس الشيوخ مع حزب العمال المكسيكي. في سبتمبر 2018، قدم السيناتور خوان زابيدا هيرنانديز عن حزب الثورة الديمقراطية مشروع قانون لتشريع زواج المثليين على الصعيد الوطني في المكسيك.
 كوبا: تعترف كوبا بزواج المثليين بناء على قانون الأسرة الكوبي الجديد الذي صودق عليه باستفتاء شعبي في سبتمبر 2022، الذي يعرف الزواج نفسه بأنه ارتباط بين شخصين، دون تحديد الجنس.
في الماضي كانت المادة 36 من دستور كوبا تعرف الزواج بأنه «الاتحاد القائم طواعية بين الرجل والمرأة». في يوليو 2018، وافقت الجمعية الوطنية على تعديلات على الدستور بما في ذلك تعديل لتعريف الزواج: «الاتحاد التوافقي لشخصين، بغض النظر عن الجنس». طرحت التغييرات الدستورية في استفتاء في 24 فبراير 2019، ولكن في 18 ديسمبر 2018، تمت إزالة التعديلات التي تشير إلى زواج المثليين من مشروع الدستور المعدل، وقد أثار ذلك خشية ألا يتم تشريع زواج المثليين في الدستور الجديد، الذي يلغي مع ذلك الحظر المنصوص عليه في دستور 1976. ومع ذلك، ذكر كل من الجمعية الوطنية ومارييلا كاسترو أن زواج المثليين سوف يتم تشريعه من خلال تغيير في قانون الأسرة، والذي من المتوقع أن يتم بعد الاستفتاء على الدستور في فبراير 2019. أعلن الرئيس ميغيل دياز كانيل دعمه لزواج المثليين في سبتمبر 2018.
 فنزويلا: في 31 كانون الثاني/يناير 2014، أثناء مناقشة مشروع قانون إصلاح القانون المدني، قدم ناشطون مثليون اقتراحا يسعى إلى تشريع زواج المثليين. ورافق هذا الاقتراح 21,000 توقيعا والدعم من حكومات ولايات باريناس، فالكون، ماردة، موناغاس، تاتشيرا، ياراكوي، وزوليا. يسعى الاقتراح إلى تغيير المادة 44 من القانون المدني لتشريع زواج المثليين في فنزويلا. في نوفمبر 2017، أعرب الرئيس نيكولاس مادورو عن دعمه الشخصي لزواج المثليين، وقال إن الجمعية التأسيسية ستوافق على مناقشة تشريع زواج المثليين. في سبتمبر 2018، قال هيرمان إسكارا، وهو عضو في الجمعية التأسيسية، إن هناك مناقشات في صياغة دستور فنزويلا الجديد للسماح بزواج المثليين في البلاد،  وأن هناك غالبية تدعم ذلك في الجمعية التأسيسية. كان من المتوقع أن تبدأ مناقشة الدستور الجديد على حدة في نهاية عام 2018 أو أوائل عام 2019، ولكن تم تأجيل ذلك بسبب الأزمة الرئاسية الفنزويلية.

#### مقترحات المعارضة أو مقترحات من دون أغلبية برلمانية
بيرو: في 14 فبراير 2017، تم تقديم مشروع قانون يهدف لتشريع زواج المثليين في الكونغرس البيروفي، برعاية مجموعة من المشرعين من 'حزب الجبهة العريضة' و'حزب بيروفيون من أجل التغيير'. يسعى مشروع القانون إلى تغيير المادة 234 من القانون المدني لتعريف الزواج بأنه «الاتحاد المتفق عليه طواعية من قبل شخصين قادرين قانونًا على القيام بذلك».

### أشكال أخرى للاعتراف القانوني غير زواج المثليين

#### مقترحات المعارضة أو مقترحات من دون أغلبية برلمانية
بيرو: في 30 نوفمبر 2016، قدم نائبان مشروع قانون اتحاد مدني في الكونغرس البيروفي.
 غواتيمالا: في كانون الأول/ديسمبر 2016، أعلنت عضوة الكونغرس ساندرا موران عن 'حزب التقارب' عن تقديم مشروع قانون اتحادات مدنية في الكونغرس الغواتيمالي.

### فرض حظر على زواج المثليين

#### مقترحات الحكومة أو مقترحات بأغلبية برلمانية
بنما: في 16 كانون الثاني/يناير، رحبت حكومة بنما بالحكم الذي أصدرته محكمة البلدان الأمريكية لحقوق الإنسان بأن الموقّعين على الاتفاقية الأمريكية لحقوق الإنسان مطالبون بتقنين بزواج المثليين. أعلنت نائبة الرئيس إيزابيل سان مالو، متحدثة باسم الحكومة، أن البلاد ستلتزم بالكامل بالحكم. تم إرسال الإشعارات الرسمية، التي تتطلب الامتثال للحكم، إلى مختلف الدوائر الحكومية في نفس اليوم. بعد تغيير الحكومة، وافقت الجمعية الوطنية لبنما على تعديل دستوري يحظر زواج المثليين، على الرغم من ضرورة اتخاذ مزيد من الخطوات، بما في ذلك عقد استفتاء بشأن التعديل الدستوري قبل أن يصبح قانونًا، تم تعليق هذا التعديل وغيره من التعديلات الدستورية المثيرة للجدل بعد اندلاع سلسلة من الاحتجاجات الشعبية (حول العديد من القضايا ولكن مع كونها واحدة منها).
 السلفادور:
تمت الموافقة على تعديل دستوري يحظر زواج المثليين من قبل الجمعية التشريعية في السلفادور في أبريل 2015. ومع ذلك، فقد تم إيقافه بحكم المحكمة العليا لأسباب إجرائية.
 غواتيمالا: في عام 2017، تم تقديم مشروع قانون يتضمن تدابير لحظر زواج المثليين. مر القانون في اللجنة القانونية وتمت مناقشته للمرة الأولى في الكونغرس الغواتيمالي في 22 أغسطس 2018. من المحتمل أن يكون القانون عرضة لتحدي دستوري، حيث يضع الدستور الغواتيمالي معاهدات حقوق الإنسان الدولية، بما في ذلك أحكام محكمة الدول الأمريكية لحقوق الإنسان، فوق القانون المحلي.
 هايتي: في أغسطس 2017، وافق مجلس الشيوخ في هايتي على مشروع قانون يحظر زواج المثليين ويجرّم أي شخص قام به أو يسر القيام به. يجب على مشروع القانون أن يتم التصويت عليه في مجلس النواب وأن يتم توقيعه من قبل الرئيس قبل أن يصبح قانونًا. ولكن في عام 2020، لا يزال مشروع القانون عالقا خلال العملية التشريعية دون أي تقدم.

## الرأي العام
| الدولة              | مؤسسة إستطلاع الرأي                 | السنة | مع    | ضد  | محايد | المصدر  |
| ------------------- | ----------------------------------- | ----- | ----- | --- | ----- | ------- |
| الأرجنتين           | إيبسوس                              | 2015  | 59%   | 26% | 14%   | [ 141 ] |
| باهاماس             | أمريكاسبارومتر                      | 2014  | 11%   | -   | -     | [ 142 ] |
| بليز                | أمريكاسبارومتر                      | 2014  | 8%    | -   | -     | [ 142 ] |
| البرازيل            | داتافولها                           | 2016  | 45٫5% | 42% | -     | [ 143 ] |
| بوليفيا             | أمريكاسبارومتر                      | 2014  | 22%   | -   | -     | [ 142 ] |
| كندا                | سي أر أو بي                         | 2017  | 74%   | 26% | -     | [ 144 ] |
| تشيلي               | بلازا بوبليكا-كادم                  | 2018  | 65%   | 32% | 3%    | [ 145 ] |
| كولومبيا            | مؤسسة غالوب                         | 2018  | 41%   | 56% | 3%    | [ 146 ] |
| كوستاريكا           | سي أي إي بي                         | 2016  | 45%   | 49% | 6%    | [ 147 ] |
| جمهورية الدومينيكان | سي دي أن 37                         | 2018  | 45%   | 55% | -     | [ 148 ] |
| الإكوادور           | أمريكاسبارومتر                      | 2014  | 16٫5% | -   | -     | [ 142 ] |
| إلسالفادور          | أمريكاسبارومتر                      | 2014  | 14%   | -   | -     | [ 142 ] |
| غواتيمالا           | أمريكاسبارومتر                      | 2014  | 11%   | -   | -     | [ 142 ] |
| غيانا               | أمريكاسبارومتر                      | 2014  | 8%    | -   | -     | [ 142 ] |
| هايتي               | أمريكاسبارومتر                      | 2014  | 7%    | -   | -     | [ 142 ] |
| هندوراس             | سي أي دي غالوب                      | 2018  | 17%   | 75% | 8%    | [ 149 ] |
| جامايكا             | أمريكاسبارومتر                      | 2014  | 5%    | -   | -     | [ 142 ] |
| المكسيك             | غابينيتي دي كومينكاسيون إستراتيجيكا | 2016  | 69%   | 25% | 6%    | [ 150 ] |
| نيكاراغوا           | أمريكاسبارومتر                      | 2014  | 14٫5% | -   | -     | [ 142 ] |
| بنما                | أمريكاسبارومتر                      | 2014  | 25%   | -   | -     | [ 142 ] |
| باراغواي            | أمريكاسبارومتر                      | 2014  | 21%   | -   | -     | [ 142 ] |
| بيرو                | سي بي أي                            | 2017  | 13%   | 82% | 4%    | [ 151 ] |
| سورينام             | أمرياكسبارومتر                      | 2014  | 18%   | -   | -     | [ 142 ] |
| ترينيداد وتوباغو    | أمريكاسبارومتر                      | 2014  | 16%   | -   | -     | [ 142 ] |
| الولايات المتحدة    | مؤسسة غالوب                         | 2018  | 67%   | 31% | 2%    | [ 152 ] |
| أوروغواي            | أمريكاسبارومتر                      | 2014  | 71%   | -   | -     | [ 142 ] |
| فنزويلا             | أمريكاسبارومتر                      | 2014  | 30%   | -   | -     | [ 142 ] |

| الإقليم   | مؤسسة إستطلاع الرأي | السنة | مع  | ضد  | محايد | المصدر  |
| --------- | ------------------- | ----- | --- | --- | ----- | ------- |
| برمودا    | غلوبال ريسرتش       | 2015  | 48% | 45% | 7%    | [ 153 ] |
| بورتوريكو | مركز بيو للأبحاث    | 2014  | 33% | 55% | 12%   | [ 154 ] |

### استطلاعات أخرى
- الأرجنتين: أظهر استطلاع للرأي أجري في نوفمبر/تشرين الثاني 2009 في المدن الست الكبرى الأرجنتينية دعمًا لزواج المثليين بنسبة 63.3٪، وكانت نسبة المعارضة 23.1٪.[155]
- البرازيل: كشف استطلاع للرأي اجري في يوليو 2012 أن 50٪ من البرازيليين يؤيدون قرار المحكمة العليا بتوسيع نطاق الاتحادات المدنية للأزواج من نفس الجنس. وكان المؤيدون في الغالب من النساء أو الشباب أو الكاثوليك.[156] أظهر استطلاع آخر نُشر في مارس 2013 أن 47٪ من السكان يؤيدون زواج المثليين، في حين أن 57٪ من البرازيليين يؤيدون تبني المثليين للأطفال.[157]
- تشيلي: أظهر استطلاع أجري في يناير عام 2017 أن 45٪ من التشيليين يؤيدون تبني المثليين للأطفال.
- كولومبيا: أظهر استطلاع أجري في الفترة ما بين كانون الأول/ديسمبر 2009 وكانون الثاني/يناير 2010 في العاصمة الكولومبية بوغوتا أن 63٪ من سكان المدينة يؤيدون تقنين زواج المثليين بينما يعارضه 36٪.[158]
- بيرو: في آب/أغسطس 2010، أظهر استطلاع للرأي أن 21.3٪ من البيروفيين يوافقون على زواج المثليين، بينما يعارضه 71.5٪. كان الدعم في الشباب أعلى بنسبة 31.9٪.[159]